# Jevnaker (plaats)
Jevnaker is een plaats in de Noorse gemeente Jevnaker, provincie Akershus. Jevnaker telt 4268 inwoners (2007) en heeft een oppervlakte van 3,64 km². De plaats ligt aan het zuidelijke einde van de Randsfjord.
Hier is het Kistefosmuseum en Hadeland Glassverk met glasblazerij en glasmuseum gevestigd.

## Vervoer
Het dorp heeft een station aan de spoorlijn Roa - Hønefoss dat echter sinds 1990 gesloten is voor personenvervoer. De voornaamste wegverbinding is de E16, de hoofdverbinding tussen Bergen en Zweden via Gardermoen.